# Dan Bălan
Dan Mihai Bălan (Chisinau, 6 februari 1979) is een Moldavisch zanger.

## Biografie
Bălan werd in Chisinau, de hoofdstad van Moldavië geboren als zoon van een televisiepresentatrice en Mihai Bălan, een Moldavische diplomaat.
In 1998 richtte Bălan samen met Petru Jelihovschi het duo O-Zone op. Jelihovschi besloot echter na een jaar om te stoppen, waardoor Bălan op zoek ging naar een nieuw lid. Dit werd Arsenie Todiraș. Met de toevoeging van Radu Sirbu werd het duo een trio. Om de kans op succes met de groep te vergroten, verhuisde Bălan in 2002 met zijn bandleden naar Boekarest, Roemenië. Met O-Zone boekte Bălan, als leadzanger, componist en producer, twee hits: Despre tine haalde de toppositie in de Roemeense hitlijsten en Dragostea din tei haalde de toppositie in verscheidene Europese landen, waaronder ook in Nederland. Begin 2005 ging de groep uit elkaar.
Na O-Zone trok Bălan naar Los Angeles om daar een carrière in de rockmuziek te beginnen. Samen met een aantal muzikanten vormde hij een tijdje de rockband Balan, maar dit leverde weinig succes op. Hierna trok Bălan zich weer terug naar Europa.
Vervolgens bedacht Bălan in 2006 het alter ego Crazy Loop en begon hij weer europopmuziek te maken. Als Crazy Loop bracht hij in 2006 de single Mm-ma-ma uit en het album The power of shower. Twee jaar later bracht hij Crazy Loop's tweede single uit, maar door het slechte verkoopcijfers besloot hij een punt achter zijn alter-ego te zetten in 2009.
Bălan bracht in 2010 zijn eerste single onder zijn eigen naam uit. De single Chica bomb haalde de toppositie in zowel Griekenland en Rusland. Ook Justify sex en het duet Lepestkami sljoz, wat hij samen met Vera Brezjneva zong haalde de hoogste posities in de Russische hitlijsten. In 2012 kwam zijn debuutalbum Freedom, pt. 1 uit.
In 2019 en 2020 was hij te zien als coach bij The Voice in Oekraïne.

## Discografie

### Albums

#### Albums met O-Zone
- 1999 - Dar, Unde Eşti…
- 2002 - Number 1
- 2003 - DiscO-Zone

#### Albums als Crazy Loop
- 2006 - The power of shower
- 2009 - Crazy Loop mixmego

#### Soloalbums
- 2012 - Freedom, pt. 1
- 2021 - Freedom, pt. 2

### Singles

#### Singles met O-Zone
- 2002 - Numai tu
- 2003 - Despre tine
- 2003 - Dragostea din tei
- 2004 - De ce plang chitarele

#### Singles als Crazy Loop
- 2006 - Mm-ma-ma
- 2008 - Joanna (Shut up!)

#### Singles
- 2010 - Chica bomb
- 2010 - Justify sex
- 2010 - Lepestkami sljoz (met Vera Brezjneva)
- 2011 - Freedom
- 2011 - Lisj do oetra
- 2012 - Ljoebi
- 2012 - Ne ljoebja
- 2013 - Lendo calendo (met Tany Vander en Brasco)

- Bibsys: 5040587
- Bibliothèque nationale de France: cb162325104 (data)
- Gemeinsame Normdatei: 135406056
- International Standard Name Identifier: 0000 0000 8126 8033
- MusicBrainz: 74a24ef3-50b2-41a3-88f6-6257d8682f7f
- Nationale Bibliotheek van Tsjechië: xx0146517
- Système universitaire de documentation: 162199929
- Virtual International Authority File: 47979865
- WorldCat: E39PBJth6Rh37TG4DyyfTv46rq